# Luxtonia hauseri
Luxtonia hauseri är en kvalsterart som beskrevs av Sandór Mahunka 200. Luxtonia hauseri ingår i släktet Luxtonia och familjen Epimerellidae. Inga underarter finns listade i Catalogue of Life.